# José María Benavides
José María Benavides Alcíbar (Elgóibar, 7 de enero de 1945-San Sebastián, 8 de marzo de 2024) fue un regatista de vela español.
Benavides fue once veces campeón de España en diferentes clases en las décadas de 1960 y 1970. Fue medallista de plata en los Juegos Mediterráneos de 1975 y participó en los Juegos Olímpicos de Montreal 1976 y Moscú 1980. Tras retirarse como regatista ha continuado vinculado al mundo de la vela como preparador, técnico y director de regatas.
Autor del libro “Metodología del entrenamiento de Vela” (1995), pionero en su campo en su momento. Coautor del libro “En los grandes bancos de Terranova” (2001) junto a Luis M. Jiménez de Abeasturi y Juan Pardo.

## Biografía
Benavides nació en 1945 en el barrio de Alzola de Elgóibar. Se inició en la vela en San Sebastián, siendo en 1962 uno de los fundadores de la sección de vela del club de remo donostiarra Ur-Kirolak.
En los Juegos Olímpicos de Montreal 1976 participó en la clase Flying Dutchman, siendo tripulante del cántabro Alejandro Abascal. consiguiendo Diploma Olímpico (séptimos en la clasificación final).
En los Juegos Olímpicos de Moscú 1980 cambió de clase y de patrón. Se pasó a la clase Star  y tuvo como compañero a otro cántabro, Antonio Gorostegui, consiguiendo un nuevo Diploma (séptimos en la clasificación final).
Después de retirarse como deportista pasó a ser entrenador nacional de la Real Federación Española de Vela (RFEV) con base en Palamós (Gerona).
En los JJOO de Los Ángeles 84 fue entrenador de la tripulación Luis Doreste-Roberto Molina, que consiguieron la Medalla de Oro en la clase 470. 
Durante las Olimpíadas de Atlanta 96 (1993-1996) y Sídney 2000 (1997-2000) fue el director del equipo olímpico portugués de vela, consiguiendo 1 medalla de bronce en la clase 470-m (Hugo Rocha-Nuno Barreto, en Atlanta 96).
Para las Olimpíadas de Atenas 2004 (2001-2004) volvió a la RFEV como director del equipo olímpico español de vela. Modernizó su funcionamiento organizando, entre otras cosas, un equipo pluridisciplinar para mejorar el rendimiento de los deportistas: médico, fisioterapeuta, preparador físico, psicólogo, meteorólogo. Esta estructura sigue funcionando en la actualidad. En los JJOO de Atenas 2004 se consiguieron 3 medallas: Oro en 49er (Iker Martínez-Xabi Fernández), Plata en 470-F (Natalia Via-Dufresne-Sandra Azón) y Plata en Finn (Rafael Trujillo).  
En 2007 dejó la estructura de la Real Federación Española de Vela para pasar a tomar la dirección de regata de la Barcelona World Race, la vuelta al mundo a dos, que se inició por primera vez en su historia el 11 de noviembre de 2007 en Barcelona.